# Temelucha wisconsinensis
Temelucha wisconsinensis là một loài tò vò trong họ Ichneumonidae.